# Actizera stellata
Actizera stellata är en fjärilsart som beskrevs av Henry Trimen 1883. Actizera stellata ingår i släktet Actizera och familjen juvelvingar. Inga underarter finns listade i Catalogue of Life.